# 영동군의회
영동군의회는 충청북도 영동군 지역을 관할하는 기초의회이다.